# Armando Fernández (historietista)
Armando Segundo Fernández (Buenos Aires, 1945 - Buenos Aires, 13 de junio de 2019) fue un guionista de historietas argentino de trayectoria internacional dentro del mundo de las historietas; a lo largo de su carrera también incursionó en la novela gráfica e histórica. Fernández adquirió especial renombre a través de sus trabajos para diversas series de historietas dentro de la Editorial Columba, en álbumes y revistas como Intervalo, Fantasía, El Tony y D'artagnan, llegando a publicar más de 6000 guiones en las mismas.
Logró durante su carrera una inmensa popularidad, es considerado uno de los guionistas más reconocidos de la Argentina y uno de los más importantes en su género dentro de su país, junto a Robin Wood y Ray Collins.

## Biografía
Armando Fernández posiblemente heredó su afinidad por la escritura por parte de su padre, Baudillo Fernández, quien era un escritor y periodista de policiales. De esa manera, Armando comenzó su carrera profesional a la edad de 14 años, para la revista Casco de Acero dirigida por Andrés Cascioli de la editorial Rebrote. Posteriormente trabajó en la revista Maverick de Dell Publishing, revista del género western basada en la serie televisiva de Warner Bros, dirigida por Leandro Sesarego, así como también en X-9 y Bala de Plata de editorial Nómina. 
A partir de 1965 comenzó a escribir guiones para la editorial Columba, tarea que continuaría hasta el año 2000, colaborando con el guionista Robin Wood y posteriormente lo reemplazó en la narrativa de casi todas las historietas que este creó, cuando Wood se estableció por algún tiempo fuera de la Argentina. Durante este período, Fernández se hizo cargo de los guiones de series como Los Aventureros de la cual escribió 150 capítulos, De aquí la legión y Wolf con 140 capítulos en cada una y también Gilgamesh el inmortal, posteriormente Shane y muchos más.
Fernández utilizó pseudónimos como Denny Robson y Raúl Montalván, especialmente para la serie Los Aventureros. Al incursionar en la historieta romántica en el álbum Intervalo, el director de arte de la editorial Columba, Antonio Pressa, advierte que Fernández estaba firmando muchos de los guiones con su verdadero nombre, por lo que este asume el pseudónimo femenino de Virginia Lang, inspirado en el apellido del director austríaco Fritz Lang. Firmando como Virginia Lang se asoció a la dibujante Laura Gulino para las serie Teenagers y La búsqueda entre otras.
Fernández escribió entre 1999 y 2003 para las revistas italianas Skorpio y Lansiostory de Eura Editoriale.
Dentro del género bélico escribió Batallas argentinas (Deux Editora), La Armada en Malvinas, Al grito de Santiago y El tercio de Galicia en las invasiones inglesas. En 2010 publicó en forma de historietas una serie basada en la independencia argentina dentro de la revista El Federal y también artículos periodísticos. Fue autor de Cuadernos de la revista Soldados. 
Con El horroroso perro gris integró una antología poética en el año 2005. Como novelista fue autor de Carta a un soldado en Malvinas y Secuestro express, entre otros. 
En la Feria del Libro de 2012[¿dónde?] presentó Calfulcurá, el Atila de las pampas, una novela histórica; Veterano, de género policial; y Malvinas un grito de soberanía. Durante sus últimos años trabajó en una novela sobre Martín Miguel de Güemes, motivado por su pasión hacia la novela histórica, especialmente en lo referente a la independencia argentina.
Paralelamente a su tarea profesional como escritor sentía una gran afinidad por el arte del enmarcado de cuadros, tarea que desarrolló durante varios años. 
De carácter humilde y mostrando siempre cortesía y afinidad para con sus seguidores, permaneció en constante comunicación con ellos a través de su página personal. Fernández falleció a la edad de 74 años el 13 de junio de 2019.

## Su compromiso con Malvinas
A lo largo de su carrera, la guerra de las Malvinas fue un tema recurrente en la obra de Fernández. Escribió sobre el tema, entre otras, La Armada de Malvinas, Malvinas un grito de soberanía, Carta a un soldado de Malvinas, Malvinas, 20 años, 20 héroes, Así peleamos Malvinas, Malvinas historias ilustradas, El gaucho Rivero y la conspiración para apoderarse de Malvinas y Malvinas, hombres de honor, esta última incluida en la exposición sobre novelas históricas realizada en el Museo Arturo Jauretche dependiente del Banco de la Provincia de Buenos Aires en 2009.

## Incursión en el género romántico y el público femenino
Armando Fernández fue en cierta medida, junto al guionista  Pedro Mazzino  un impulsor de las historietas dedicadas a un público femenino en la Argentina, mayoritariamente dentro del álbum Intervalo. Su obra fue ilustrada por mujeres artistas como Laura Gulino y Martha Barnes en series como Teenagers y Helena, respectivamente, entre otras.
Debido a problemas salariales, Mazzino había comenzado a entregar menos guiones a la editorial Columba, motivo por el cual le piden a Fernández la creación de guiones de corte romántico, estilo que hasta ese momento él no había desarrollado por concentrarse en otros géneros como el western, la aventura y el bélico. Estudiando el trabajo de Mazzino, entrega a la editorial primeramente unos 50 guiones que se convierten en éxitos. 
Por ese entonces las hijas del guionista, Soledad y Rocío Fernández, las cuales trabajaban en la redacción de Columba, teniendo con su padre una relación laboral además de familiar, comenzaron a recibir gran cantidad de cartas de lectoras que se sentían identificadas con las nuevas series. 
La dibujante Laura Gulino había sido advertida en la editorial acerca de la posibilidad de que cesase su labor en la misma. Ante ello, Armando Fernández decide crearle una serie especialmente para ella con la condición que la editorial acepte que sea Gulino la encargada de los dibujos. Surge de esa manera la serie Teenagers, la primera serie adolescente basada en un personaje femenino. La idea de la serie surgió a partir de una charla de Fernández con su hija Rocío, que contaba en ese momento con 14 años y le propuso a su padre contarle las cotidianidades de su vida adolescente para plasmarlas en la serie.

### Series de su autoría
Selección de series escritas por Armando Fernández
| Series                | Editorial                       | Dibujante                            |
| --------------------- | ------------------------------- | ------------------------------------ |
| Argón el justiciero   | Columba                         | Enrique Villagrán - Carlos Villagrán |
| Kabul de Bengala      | Columba                         | Altuna                               |
| El hitita             | Columba                         | Lucho Olivera                        |
| El sobreviviente      | Columba                         | Lucho Olivera                        |
| En tiempos de Salomón | Columba                         | Lucho Olivera                        |
| Hércules              | Columba                         | Lucho Olivera                        |
| Ciborg                | Columba                         | Meriggi                              |
| Teenagers             | Columba                         | Laura Gulino                         |
| Wotan                 | Columba                         | Toppi                                |
| Halcón Negro          | Columba                         | Lito Fernández                       |
| Shane                 | Columba                         | Saichann - Caliva                    |
| Talia Shyre           | Columba                         | Caliva                               |
| El anticuario         | Columba                         | Piana                                |
| Einar el vikingo      | Columba                         | Furlino                              |
| Manhattan Force       | Columba                         | Canelo - Zoppi                       |
| Borceguíes            | Revista Soldado                 | N. Olivera                           |
| Misteriosa Luján      | Semanario "El civismo" de Luján | Piana                                |

### Series que continuó
Rostand, Wolf, Los aventureros, Or Grund, Troels, Helena, Aquí la legión, El cosaco, Mark.

### Capítulos de series
Gilgamésh el inmortal, Dax, Nippur de Lagash, Savarese, Mojado y Cabo Savino.

### Miniseries y adaptaciones
Realizó alrededor de 71 miniseries y 13 adaptaciones de libros, entre ellas: Papillón, Miguel Strogoff, Moby Dick, Conan y Tiburón.

### Libros
- Carta a un soldado de Malvinas
- ¡Argies!
- El Gaucho Rivero y la conspiración para apoderarse de Malvinas
- 649 eternos centinelas de Malvinas
- Veterano
- La máquina de contar cuentos
- Laberinto fantástico
- El país de las pesadillas
- Tumbas en la eternidad
- Kalfú, los dioses del abismo
- El fantasma del río de la Plata
- Lobizón, el espectro de la guerra gaucha
- El gaucho Molina y la batalla de Carmen de Patagones
- Heroínas
- Calfucurá, el Atila de las Pampas
- Naumucurá, el tigre de Salinas Grandes
- El “Toro” Villegas y el “3” de fierro a sable y lanza
- Falucho, el negro de San Martín
- ¡Patria! - Poemas épicos
- Pedro Ríos, el tambor de Tacuarí
- La “Machi” - magia y brujería en tiempos de Calfucurá
- ¡O juremos con gloria morir!-episodios de nuestra historia
- El joven San Martín- los años desconocidos del Libertador
- La novia del soldado
- El látigo y la piel
- Yo soy deseo
- Locas de amor
- Noche de amantes
- Irremediablemente románticos
- El crucifijo partido
- La iniciadora
- El hijo del odio
- La infiel
- El pájaro de fuego
- Secuestro Express
- Armando Fernández - Memorias de un guionista de historietas[11]